# Kantaurowo
Kantaurowo (ros. Кантаурово) – wieś (sieło) w Rosji, w obwodzie niżnonowogrodzkim, w okręgu miejskim Boru. W 2010 liczyła 2169 mieszkańców.